# Мост через Корабельный фарватер
Мост через Корабельный фарватер — автодорожный металлический вантовый мост через Корабельный фарватер (Невская губа Финского залива) в Санкт-Петербурге, часть внутригородской платной автомагистрали Западный скоростной диаметр (3СД). Построен в 2013—2016 годах. Проезд по мосту платный, пешеходное и велосипедное движение по мосту запрещено. Эксплуатацию Западного скоростного диаметра до 2042 года в рамках 30-летней концессии осуществляет ООО «Магистраль северной столицы».
Особенностью моста являются пилоны, наклонённые от вертикали на угол 12° в сторону центрального пролёта, что, по мнению авторов проекта, символизирует крылья разводных мостов Санкт-Петербурга. За счёт своих габаритов мост выступает в качестве архитектурной доминанты южной части морского фасада Санкт-Петербурга. В 2019 году на российском конкурсе «Алюминий в архитектуре 2019» проект моста был награждён Дипломом в номинации «Лучшее архитектурное решение объектов нового строительства».

## Расположение
Мост входит в состав южной эстакады основного хода ЗСД, соединяя Кировский и Василеостровский районы. Расположен от ПК121+69,60 до ПК127+92,0. С южной стороны к мосту примыкает мост-подход со стороны острова Белый (ПК115+00,04—121+69,60), с северной — мост-подход со стороны Васильевского острова (ПК127+92,0—140+3,05).

## История
Мост сооружён в рамках строительства Центрального участка ЗСД по программе государственно-частного партнерства в соответствии с Законом Санкт-Петербурга № 627—100 от 25 декабря 2006 года «Об участии Санкт-Петербурга в государственно-частных партнёрствах». В 2012 году правительство Санкт-Петербурга утвердило постановление о строительстве двух заключительных очередей Западного скоростного диаметра. В августе 2012 года победителем концессионного конкурса стал консорциум «Магистраль Северной столицы», который включает «ВТБ Капитал», Газпромбанк, итальянскую строительную компанию Astaldi S.p.A и турецкие IC Ictas Insaat A.S. и Mega Yapi. Генеральным проектировщиком являлся ЗАО «Институт „Стройпроект“», который разработал и рабочую документацию (руководитель проекта — Т. Ю. Кузнецова). Экспертиза проектных решений выполнена французской фирмой Setec TPI. Испытания модели моста на ветровые нагрузки проводились в аэродинамической трубе лаборатории Нанта.
На этапе проектирования был проведён архитектурный конкурс, на который поступило 18 вариантов, включая арочные, висячие, экстрадозные, балочные конструкции. Победителем был выбран вантовый вариант с девизом «Разводной мост» с центральным пролётом 320 м и наклонными пилонами высотой 120 м. По словам генерального директора ЗАО «Институт „Стройпроект“» Алексея Журбина, «рождению идеи <…> большепролётного восьмиполосного вантового моста послужило сочетание двух факторов: широкого фарватера и сильно нагруженной городской магистрали». К моменту начала строительства первоначальный проект, выполненный в 2005 году, был незначительно изменён: угол наклона пилонов был уменьшен с 16 до 12 градусов. Благодаря этому изменению удалось исключить преднапряжение в пилонах и облегчить технологию строительства.
Строительные работы начались в марте 2013 года. Генеральным подрядчиком строительства Центрального участка ЗСД выступила компания ICA Construction, совместное предприятие крупных международных компаний — турецкой IC Ictas Insaat A.S. и итальянской Astaldi S.p.A. Устройство буронабивных свай в основании опор выполняла компания «Геоизол», которая также осуществляла монтаж металлоконструкций и эксплуатационных обустройств пролётного строения моста. Бетонирование пилонов велось с использованием самодвижущейся подъёмно-переставной опалубки фирмы DOKA, позволяющей производить подъём конструкций на следующий ярус бетонирования тела пилона без её разбора. К телу опоры крепились специальные направляющие, по которым опалубка домкратами передвигалась в заданном направлении. Опалубка имела четыре рабочих уровня (платформы), что позволяло вести весь комплекс работ по сооружению опоры, в том числе в зимних условиях. Проводился непрерывный геодезический контроль положения опалубки каждой захватки бетонирования (высота захватки 3,815 м).
В октябре 2015 года начался монтаж вантовой системы моста. Французская компания Фрейссине была поставщиком материалов, специализированного оборудования и выполняла монтаж вантовой системы (с использованием своего технического и рабочего персонала). Каждая прядь вантовой системы натягивалась отдельно монопрядным домкратом с помощью компьютера, чтобы усилия во всех прядях одного пучка были идентичными. Для обеспечения равновесия монтажа работы по натяжению вант проводились одновременно с двух сторон пилона.
После сооружения поперечных распорок между пилонами, на них были установлены два башенных крана с деррик-грузом SPIC грузоподъёмностью 64 т, которые использовались для монтажа пролётного строения. Для монтажа вантовой системы на вершине каждого пилона на высоте 125 м были установлены 4 консольных крана грузоподъёмностью 3,2 т. Работы выполнены компанией ООО «Викинг кран технолоджи».
Металлоконструкции пролётного строения (8400 т) были изготовлены ЗАО «Курганстальмост». Сооружение металлической балки жёсткости в боковых пролётах выполнялось методом конвейерно-тыловой сборки и надвижки. Для сборки блоков пролётного строения были сооружены стапели, а для надвижки — временные опоры.
Для сооружения русловой части пролётного строения использовалась технология навесного монтажа укрупнёнными сегментами массой 200 т. Укрупнительная сборка сегментов выполнялась на стапеле. Далее они по специальным накаточным устройствам (способом поперечной и продольной надвижки) перемещались на транспортную баржу. Баржа выводилась в акваторию Корабельного фарватера и позиционировалась в необходимом для подъёма сегментов положении с помощью буксиров, якорей и лебёдок. Далее проводилось крепление траверс к монтируемому сегменту. При помощи монтажных агрегатов, медленно, на протяжении нескольких часов, до уровня пролёта с баржи поднимали блоки. Для подъёма каждого сегмента применялись стрендовые домкраты грузоподъёмностью 120 т. Работы по подъёму сегментов пролётного строения в русловом пролёте выполняло специализированное отделение Heavy Lifting швейцарской компании VSL.
Эти работы проводились в технологическое окно (с 22:00 до 6:00), когда Корабельный фарватер перекрывался для судоходства. Подъём замыкающего блока моста проводился в ночь с 8 на 9 августа 2016 года с участием министра транспорта России Максима Соколова. Ожидалось, что в церемонии также будут присутствовать президенты Турции и России. Продолжительность работ по монтажу блока составила почти 10 часов.
Динамические и статические испытания моста были проведены с использованием нескольких десятков самосвалов, гружёных щебнем. Торжественное открытие Центрального участка ЗСД состоялось 2 декабря 2016 года в присутствии президента РФ Владимира Путина и губернатора Петербурга Георгия Полтавченко. 4 декабря было открыто движение по Центральному участку ЗСД и всей протяжённости магистрали.

## Конструкция
Мост трёхпролётный сталежелезобетонный двухпилонный вантовый (вантовая система «веер»). Схема моста: 150 + 320 + 150 м. Центральный пролёт судоходный, с габаритом 80×35 м. Общая длина моста (по осям концевых опор IVc-7, IVc-10) составляет 622 м, ширина — 39 м. Пролётное строение сталежелезобетонное, состоит из двух главных балок двутаврового сечения высотой 2,78 м и двутавровых поперечных балок высотой 1,98 м, идущих с шагом 3,0 м. С наружной стороны главные балки закрыты карнизами-обтекателями, конфигурация которых была определена в ходе аэродинамических расчётов и продувки модели конструкции. 
Плита проезжей части моста железобетонная, сборно-монолитная. Толщина плиты 200 мм в средней части пролёта и 300 мм над пилоном. Сформирована из сборных плит размерами 2,64х5,44 м. Замыкающий сегмент плиты в середине центрального пролёта выполнен из монолитного бетона.  
Пролётное строение на пилонах моста имеет опорные части, рассчитанные на восприятие только горизонтальных нагрузок, действующих поперек моста, вертикальные нагрузки полностью воспринимаются вантовой системой. На крайних опорах пролётное строение опирается на две опорные части Maurer Sohne, из которых одна всесторонне-подвижная, а другая — линейно-подвижная. 
Фундаменты опор — буронабивные сваи, в основании каждого пилона устроено по 60 свай диаметром 1,2 м с уширением до 2,4 м. Концевые опоры — двухстоечные ригельные из монолитного железобетона. Высота опор от низа ростверков составляет 31,25 м. Пилоны комбинированной конструкции: до отметки + 95,0 представляют собой железобетонные стойки, а верхняя часть, в которой располагаются элементы анкерных узлов вантовой системы — металлическая. Каждый пилон состоит из двух стоек сплошного прямоугольного сечения, наклонённые от вертикали на угол 12° в сторону центрального пролёта и имеющие поперечный наклон в 1°. Высота пилонов от верха ростверков — 126 м. В состав распорки пилонов входят четыре уровня горизонтальных элементов и три уровня наклонных элементов. Пилоны облицованы кассетами из алюминиевых композитных панелей Sibalux РФ толщиной 4 мм. Общий вес кассет составляет 33,5 т.

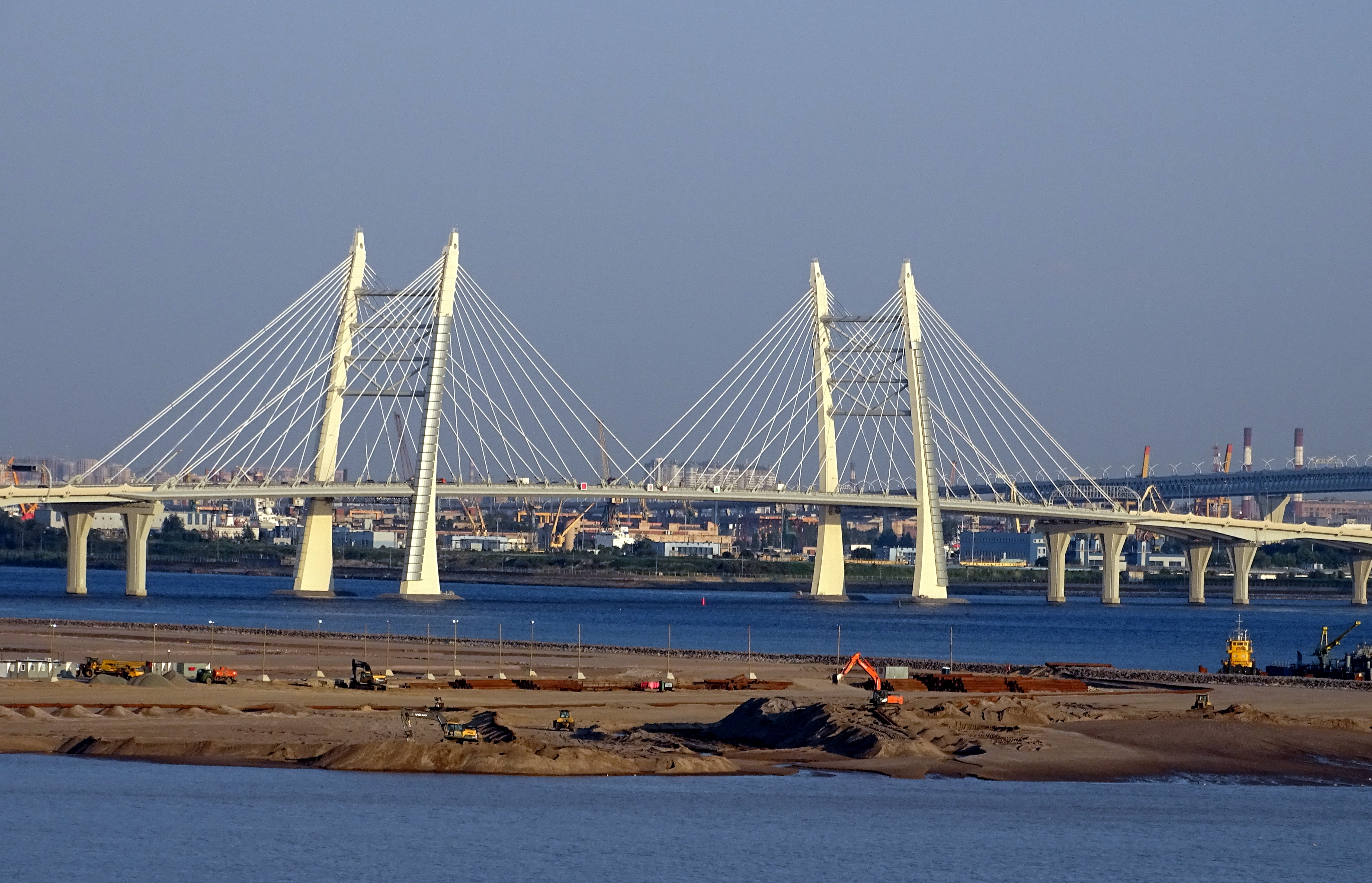
Вид на мост со стороны Васильевского острова, июль 2018 года

Вантовая система из параллельных прядей (Parallel Standard System Freyssinet) изготовлена французской компанией Фрейссине. На мосту установлено 34 пары вант на обоих пилонах, 16 вантовых горизонтальных оттяжек (проходящих внутри обтекателей), соединяющих пролётное строение с железобетонной частью пилона, и восемь вертикальных оттяжек (находящихся внутри опор), соединяющих балку жёсткости с береговыми опорами. Каждая ванта состоит из различного количества высокопрочных семипроволочных оцинкованных прядей, в зависимости от усилия в данной ванте, рассчитанной проектировщиком. Использовались типоразмеры анкеров от 37 до 127 прядей. Каждая прядь имеет собственную индивидуальную плотно-экструдированную полиэтиленовую оболочку и помещена в общую ПЭВП-оболочку, формирующую ванту. В оболочках вант сделаны специальные реборды, необходимые для того, чтобы капли воды во время дождя срывались с них неравномерно, в противном случае возможны нерасчётные колебания вант, которые могут привести к резонансным явлениям. Шаг крепления вант в балке жёсткости составляет 18 м. Всего для вант моста потребовалось более 800 км высокопрочных вантовых прядей. Для гашения колебаний использованы разные типы устройств, определяемые в зависимости от длины вант: внутренние гидравлические демпферы и внутренние радиальные демпферы, устанавливаемые на вантах над уровнем проезжей части.
Мост предназначен для движения автотранспорта. Проезжая часть моста включает в себя 8 полос для движения автотранспорта (по 4 в каждом направлении). Габарит проезжей части: 2 х (Г—17,5). По краям проезжей части устроены два служебных прохода. Покрытие на проезжей части моста — асфальтобетон. Перила моста металлические простого рисунка. Для освещения проезжей части на вантах установлены специальные светильники. Для эксплуатации на мосту установлено разные виды датчиков: инклинометры, акселерометры, датчики усилий на вантах, GPS-датчики и пр.. Все датчики объединены информационной системой, с помощью которой специальные службы ведут непрерывный контроль за состоянием мостовых конструкций. Под пролётным строением предусмотрены смотровые приспособления, позволяющие инспектировать и обслуживать пролётное строение, а также узлы крепления вант. В соответствии с правилами дорожного движения пешеходное и велосипедное движение по мосту запрещено (так как мост является частью скоростной магистрали). Начиная с 2018 года на один день в году во время проведения «ЗСД Фонтанка Фест» центральный участок Западного скоростного диаметра открывают для велосипедистов и бегунов.